# لیسا ریمند
 لیسا ریمند (انگلیسی: Lisa Raymond؛ زاده ۱۰ اوت ۱۹۷۳) تنیس‌باز اهل ایالات متحده آمریکا است.